# Patrick Kane
Patrick Timothy Kane II, född 19 november 1988, är en amerikansk professionell ishockeyforward som spelar för Detroit Red Wings i National Hockey League (NHL). Han draftades av Chicago Blackhawks som först totalt i NHL Entry Draft 2007 och spelade för Blackhawks till februari 2023 då han trejdades till New York Rangers.
Kane är en trefaldig Stanley Cup-mästare tillsammans med Blackhawks. Han vann sin första Stanley Cup 2010, sin andra 2013 och sin tredje Stanley Cup 2015. Han blev den fjärde amerikanska ishockeyspelaren att ta emot Conn Smythe Trophy.
Kane representerade USA under 2010 och 2014 års vinter-OS. Kane var lagkapten för USA under världsmästerskapen i ishockey för herrar 2018.

## Karriär
Kane draftades av OHL-laget London Knights redan 2004 men debuterade inte för dem förrän säsongen 2006–07. Under sin debutsäsong i OHL spelade han i en slagkraftig förstakedja med Sergei Kostitsyn och Sam Gagner; kedjan gjorde totalt 394 poäng, varav Kane producerade 145 poäng - det räckte för att han skulle bli poängkung i OHL och även utsedd till årets nykomling men han lyckades inte rå på målkungen John Tavares i kampen om den åtråvärda Red Tilson Trophy som ligans mest värdefulle spelare.
Kane valdes som nummer ett i 2007 års NHL Entry Draft av Chicago Blackhawks som han skrev ett treårskontrakt med den 25 juli 2007. Han debuterade bara några månader senare, 4 oktober 2007 mot Minnesota Wild. Ännu inte 19 år fyllda, etablerade han sig på kort tid som klubbens största stjärna - i par med klubbens andra stjärnskott, Jonathan Toews. Första NHL-målet kom i sjunde matchen och redan två matcher senare (23 oktober 2007 mot Columbus Blue Jackets) gjorde Kane fyra poäng (två mål, två assists). Han fick även pris som oktober månads bästa NHL-rookie. Under säsongen 2007–08 lyckades Kane få ihop 21 mål och 72 poäng på 82 matcher, bäst av alla rookies. Han belönades med Calder Memorial Trophy samma säsong.
Säsongen 2009–10 vann Kane sin första Stanley Cup med Chicago Blackhawks efter att ha avgjort den sjätte finalmatchen mot Philadelphia Flyers. Kane avgjorde matchen på övertid när han sköt pucken under benskydden på Flyers målvakt Michael Leighton och gav Blackhawks Stanley Cup-segern. Målet avslutade en 49-årig lång Stanley Cup torka för Blackhawks. Kane blev den yngste spelaren i NHL:s historia att göra mål i en Stanley Cup final med det vinnande målet på övertid, denna titel tillhörde tidigare Bobby Orr under slutspelet 1970. Kane svarade för sammanlagt 88 poäng, 30 mål och 58 assists, på 82 spelade matcher under grundserien, vilket gav honom en nionde plats i NHL:s totala poängliga. Kane var också med att ta OS-Silver i Vancouver 2010 tillsammans med amerikanska ishockeylandslaget.
Han valdes som alternativ kapten under 2011 års NHL All-Star Game. Under säsongen 2012-13, var både Jonathan Toews och Patrick Kane i delad ledningen med samma antal gjorda mål i laget, (23). Kane avslutade säsongen som lagledare i passnings poäng (32) och totalt antal poäng (55). Kane noterades för sitt andra hat-trick i karriären under 2013 års slutspel mot Los Angeles Kings genom att i dubbel övertid avgöra matchen på övertid i den västra konferensfinal den 8 juni 2013. Detta mål vid 11:40 i dubbel övertid ledde till att Blackhawks avancerade till Stanley Cup finalen mot Boston Bruins. Det var Kanes andra Stanley Cup final i karriären. Blackhawks kunde sedan vinna 2013 års Stanley Cup final i sex matcher. Kane bidrog genom att göra poäng i form av tre mål (ett i match fyra och två i match fem) samt att vinna Conn Smythe Trophy som Stanley Cup slutspelets bästa spelare. 
Under säsongen 2014-15, var Kane en av NHL:s ledande målskyttar. Han valdes till 2015 års NHL All-Star match i Columbus, Ohio. Kane hjälpte sedan Blackhawks att besegra Tampa Bay Lightning genom att passa fram till Duncan Keiths matchvinnande mål i match sex och att själv göra mål. Detta var Patrick Kanes och Chicago Blackhawks tredje Stanley Cup mästerskap på de sex senaste säsongerna. Det var även den första Stanley Cup-vinsten på hemmaplan på 77 år.

## Statistik

### Klubbkarriär
| 2004–05    | U.S. National Development Team | NAHL       | 63   | 38  | 32  | 70   | 16  | —   | —  | —  | —   | —  |
| 2005–06    | U.S. National Development Team | NAHL       | 58   | 52  | 50  | 102  | 22  | —   | —  | —  | —   | —  |
| 2006–07    | London Knights                 | OHL        | 58   | 62  | 83  | 145  | 52  | 16  | 10 | 21 | 31  | 16 |
| 2007–08    | Chicago Blackhawks             | NHL        | 82   | 21  | 51  | 72   | 52  | —   | —  | —  | —   | —  |
| 2008–09    | Chicago Blackhawks             | NHL        | 80   | 25  | 45  | 70   | 42  | 16  | 9  | 5  | 14  | 12 |
| 2009–10    | Chicago Blackhawks             | NHL        | 82   | 30  | 58  | 88   | 20  | 22  | 10 | 18 | 28  | 6  |
| 2010–11    | Chicago Blackhawks             | NHL        | 73   | 27  | 46  | 73   | 28  | 7   | 1  | 5  | 6   | 2  |
| 2011–12    | Chicago Blackhawks             | NHL        | 82   | 23  | 43  | 66   | 40  | 6   | 0  | 4  | 4   | 10 |
| 2012–13    | EHC Biel                       | NLA        | 20   | 13  | 10  | 23   | 6   | —   | —  | —  | —   | —  |
| 2012–13    | Chicago Blackhawks             | NHL        | 47   | 23  | 32  | 55   | 8   | 23  | 9  | 10 | 19  | 8  |
| 2013–14    | Chicago Blackhawks             | NHL        | 69   | 29  | 40  | 69   | 22  | 19  | 8  | 12 | 20  | 8  |
| 2014–15    | Chicago Blackhawks             | NHL        | 61   | 27  | 37  | 64   | 10  | 23  | 11 | 12 | 23  | 0  |
| 2015–16    | Chicago Blackhawks             | NHL        | 82   | 46  | 60  | 106  | 30  | 7   | 1  | 6  | 7   | 14 |
| 2016–17    | Chicago Blackhawks             | NHL        | 82   | 34  | 55  | 89   | 32  | 4   | 1  | 1  | 2   | 2  |
| 2017–18    | Chicago Blackhawks             | NHL        | 82   | 27  | 49  | 76   | 32  | —   | —  | —  | —   | —  |
| 2018–19    | Chicago Blackhawks             | NHL        | 82   | 44  | 65  | 109  | 22  | —   | —  | —  | —   | —  |
| 2019–20    | Chicago Blackhawks             | NHL        | 70   | 33  | 51  | 84   | 40  | 9   | 2  | 7  | 9   | 2  |
| 2020–21    | Chicago Blackhawks             | NHL        | 56   | 15  | 51  | 66   | 14  | —   | —  | —  | —   | —  |
| 2021–22    | Chicago Blackhawks             | NHL        | 78   | 26  | 66  | 92   | 18  | —   | —  | —  | —   | —  |
| 2022–23    | Chicago Blackhawks             | NHL        | 54   | 16  | 29  | 45   | 10  | —   | —  | —  | —   | —  |
| 2022–23    | New York Rangers               | NHL        | 19   | 5   | 7   | 12   | 6   | 7   | 1  | 5  | 6   | 6  |
| 2023–24    | Detroit Red Wings              | NHL        | 50   | 20  | 27  | 47   | 16  | —   | —  | —  | —   | —  |
| NHL totalt | NHL totalt                     | NHL totalt | 1230 | 471 | 813 | 1284 | 442 | 143 | 53 | 85 | 138 | 70 |

### Internationellt
| År            | Lag           | Turnering     |               | Matcher | Mål | Assist | Poäng | Utv |
| ------------- | ------------- | ------------- | ------------- | ------- | --- | ------ | ----- | --- |
| 2006          | USA           | U18-VM        | 6             | 7       | 5   | 12     | 2     |     |
| 2007          | USA           | JVM           | 7             | 5       | 4   | 9      | 4     |     |
| 2008          | USA           | VM            | 7             | 3       | 7   | 10     | 0     |     |
| 2010          | USA           | OS            | 6             | 3       | 2   | 5      | 2     |     |
| 2014          | USA           | OS            | 6             | 0       | 4   | 4      | 4     |     |
| 2016          | USA           | WCH           | 3             | 0       | 2   | 2      | 0     |     |
| 2018          | USA           | VM            | 10            | 8       | 12  | 20     | 0     |     |
| 2019          | USA           | VM            | 8             | 2       | 10  | 12     | 4     |     |
| Junior totalt | Junior totalt | Junior totalt | Junior totalt | 18      | 13  | 16     | 29    | 6   |
| Senior totalt | Senior totalt | Senior totalt | Senior totalt | 40      | 16  | 37     | 53    | 10  |